# Jardín Botánico de las Montañas Negras
El Jardín botánico de las Montañas Negras (en francés: Jardin botanique des Montagnes Noires) es un jardín botánico y arboreto de propiedad privada de 6 hectáreas de extensión, que se encuentra en Spézet, Francia. 

## Localización
Jardin botanique des Montagnes Noires Spézet, Département de Finisterre, Bretagne, France-Francia.
Planos y vistas satelitales, 48°10′32.52″N 3°43′38.64″O / 48.1757000, -3.7274000
Está abierto a diario todo el año al público en general. Se cobra una tarifa de entrada. 

## Historia
Creado en 1995, el jardín está concebido en espacios paisajistas. Se dedica prioritariamente a las coníferas, símbolos de las tierras pobres y ácidas, cuyas agujas y conos a las formas y a los colores múltiples según las temporadas.
Creado por André Cozic, arbolista-paisajista y apasionado coleccionista, quería demostrar a sus visitantes, expertos o neófitos, que la concepción y el mantenimiento de un jardín se realizan a largo plazo. 
André tomó cuidado en arreglar cada espacio, de variar las especies según su tamaño, su floración, se puede tener en cada temporada un jardín donde sea agradable vivir, con un mantenimiento fácil, según los deseos de cada uno. 

## Colecciones
Actualmente alberga unas 700 especies en total, incluyendo: 
- Colección de coníferas con 500 taxones
- Colección de bambús,
- Colección de camelias,
- Colección de brezos,
- Magnolias,
- Colección de Rhododendron,
- Rosas.
- Viveros donde se pueden adquirir ejemplares de las coníferas que cultivan.

El jardín botánico tiene el reconocimiento del Conservatorio de colecciones vegetales especializadas (CCVS) por su colección de coníferas enanas.